# عين وزة
عين وزة منطقة عراقية وعين ماء، في ناحية النخيب بقضاء الرطبة بمحافظة الأنبار بالبادية العراقية غرب العراق، كانت من حدود محافظة البادية الشمالية المتاخمة للواء الدليم، ثم ألغيت محافظة البادية الشمالية فصارت عين وزة حداً شمالياً شرقياً لناحية النخيب.